# Pluchea glutinosa
Pluchea glutinosa — вид квіткової рослини з родини айстрових, яка була ендемічною для острова Сокотра в Індійському океані, що входить до складу Єменської Республіки.
Рослина не спостерігається в дикій природі з 19 століття і вважається вимерлою.